# Philodoria neraudicola
Philodoria neraudicola är en fjärilsart som först beskrevs av Otto Herman Swezey 1920.  Philodoria neraudicola ingår i släktet Philodoria och familjen styltmalar. Inga underarter finns listade i Catalogue of Life.